# Andreas Carlsson
Andreas Carlsson (Danderyd, 3 aprile 1973) è un produttore discografico, compositore e paroliere svedese.
Nel corso della sua carriera ha lavorato in diverse vesti con numerosi artisti del mondo del pop: tra questi Britney Spears, Westlife, Backstreet Boys, Céline Dion, 'N Sync, Bon Jovi, Hilary Duff, LeAnn Rimes, Clay Aiken, Ana Johnsson, Carrie Underwood, Jesse McCartney, Paul Stanley, Diana DeGarmo, Katy Perry, Tata Young, Ricky Martin, Laura Pausini e altri.